# Densuș (gmina)
Densuș – gmina w Rumunii, w okręgu Hunedoara. Obejmuje miejscowości Criva, Densuș, Hățăgel, Peșteana, Peștenița, Poieni i Ștei. W 2011 roku liczyła 1577 mieszkańców.